# Tumd Youqi
Tumd Youqi (prawa chorągiew Tumd; chiń. 土默特右旗; pinyin: Tǔmòtè Yòu Qí) – chorągiew w północnych Chinach, w regionie autonomicznym Mongolia Wewnętrzna, w prefekturze miejskiej Baotou. W 1999 roku liczyła 346 808 mieszkańców.